# Anton Riemerschmid (Unternehmensgruppe)
Die Anton Riemerschmid Weinbrennerei und Likörfabrik ist ein Likörhersteller und Spirituosenimporteur mit Sitz in Erding. Das Unternehmen wurde 1835 von Anton Riemerschmid (1802–1878) gegründet und gehört seit 1996 zur Underberg-Gruppe.
Zu den bekanntesten Marken des Unternehmens zählen Escorial und Pitú. Unter der Marke Riemerschmid werden auch zahlreiche Frucht- und Barsirups angeboten.

## Geschichte

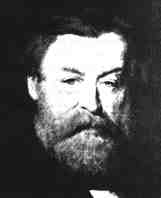
Anton Riemerschmid

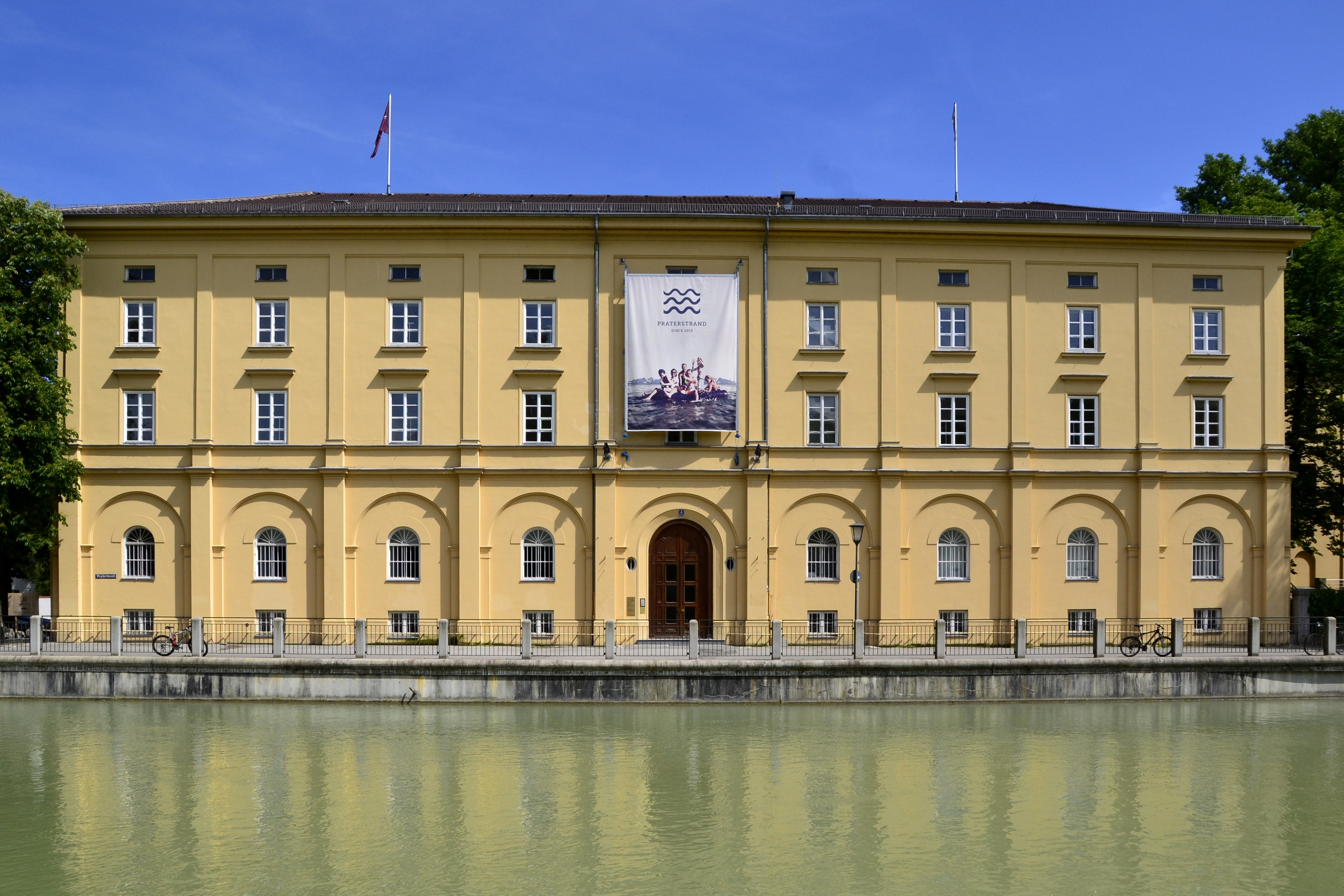
Die ehemalige Likörfabrik Anton Riemerschmid im Lehel

Der 1802 in Burghausen geborene Färbermeister Anton Riemerschmid wurde 1835 Teilhaber der Königlich-Bayerischen privilegierten Weingeist-, Spiritus-, Likör- und Essigfabrik Tip & Bigl, die dann unter dem Namen Tip, Bigl & Riemerschmid firmierte und ihren Sitz in der Münchner Maximilianstraße hatte. Riemerschmid gehörte zu den ersten Fabrikanten, die nach englischem Vorbild für die Arbeiter Wohnraum schafften – dies jedoch nicht in Form einer Siedlung, sondern er fasste sie in der Art eines Mehrfamilienhauses entlang eines Mittelflures über den Fabrikationsräumen zusammen. 1837 benannte sich das Unternehmen nach dem Weggang eines Partners in Bigl & Riemerschmid um, 1852 übernahm Riemerschmid das Unternehmen als Alleininhaber.
1869 wurde die Fabrik auf die Praterinsel verlegt, eine damals beliebte Altmünchner Vergnügungsstätte. 1870 wurde die auf der Praterinsel neu erbaute Essigfabrik in Betrieb genommen. Sie erregte über die Fachwelt hinaus großes Interesse wegen ihrer Größe als auch wegen des vom üblichen abweichenden Herstellungsverfahrens. Der Chemiker Justus von Liebig führte hier einige seiner Untersuchungen und Studien über die Tätigkeit der Essig-Bakterien durch, ebenso Max von Pettenkofer, der erste in Deutschland lehrende Professor für Hygiene.
Nach dem Tod Anton Riemerschmids 1878 traten dessen Söhne Eduard und Heinrich Riemerschmid an die Spitze des Unternehmens. 1905 übernahm Carl Riemerschmid. Mit seinem Bruder, dem Architekten Richard Riemerschmid, baute er ein Schauspielhaus, das später die Münchner Kammerspiele beherbergte. Dieses wurde knapp 30 Jahre von der Familie selbst betrieben und ging in den 1930er Jahren an die Stadt München über. 1911 übernahm Carls Sohn Robert Riemerschmid die Unternehmensführung. Er war auch Mitbegründer der „Deutschen Stunde in Bayern“, aus der später der Bayerische Rundfunk wurde. Er gilt als Erfinder des Kräuterlikörs Escorial, das dem französischen Chartreuse nachempfunden ist.
Nach dem Ersten Weltkrieg verschärfte sich die Situation des Unternehmens durch die Einführung des Reichsbranntwein-Monopols und einer Vervielfachung der Steuer auf Alkohol. Liköre und Spirituosen wurden Luxusgetränke. Doch nach der Finanz- und Wirtschaftskrise der 1930er Jahre prosperierte das Unternehmen zunehmend bis zum Beginn des Zweiten Weltkrieges. Während in den ersten Kriegsjahren durch Lieferungen an Wehrmacht und Zivilbevölkerung der Fortbestand gesichert war, wurde gegen Kriegsende das Unternehmen durch Bombenschäden und Plünderungen der Besatzungstruppen in eine tiefe Krise gestürzt.
1945 wurde Roberts Sohn Heinrich Riemerschmid  (1918–1991) Teilhaber und Repräsentant des Unternehmens und begann mit dem Wiederaufbau der zerstörten Fabrikanlagen. Da Alkohol für Trinkzwecke von der Besatzungsmacht verboten war, begann man mit der Produktion von Essig und pharmazeutischen Klostergeist. Mit der Währungsreform 1948 wurde wieder Alkohol für Trinkzwecke zugelassen, aber mit einer immens hohen Steuer. 1963 übernahm Heinrich Riemerschmid die alleinige Unternehmensleitung.
1971 wurde die Firma Donath, eine 1893 gegründete Fruchtsaft-Kelterei, übernommen. 1975 kam die Wolfra-Kelterei hinzu, von der man sich aber 1987 wieder trennte. 1984 wurde der Firmensitz nach Erding verlegt und die Fabrikation modernisiert und vergrößert. 1991 starb Heinrich Riemerschmid; seine Witwe Renate wurde Alleingesellschafterin.
1996 ging die Anton Riemerschmid Unternehmensgruppe nach fünf Generationen in den Underberg-Unternehmensverbund über, behielt aber ihre eigene Darstellung nach außen hin weiter. Der Name Riemerschmid und die Praterinsel bleiben bis heute eng verbunden. Die ehemaligen Fabrikräume wurden lange Zeit im Sinne der Familientradition künstlerisch als Aktionsforum Praterinsel (eine Kulturinstitution in Privatbesitz) genutzt.
Nach dem Verkauf an den Investor Dieter Bock und der Räumung der Gebäude begann ab 2000 die Sanierung und Neunutzung.

## Marken

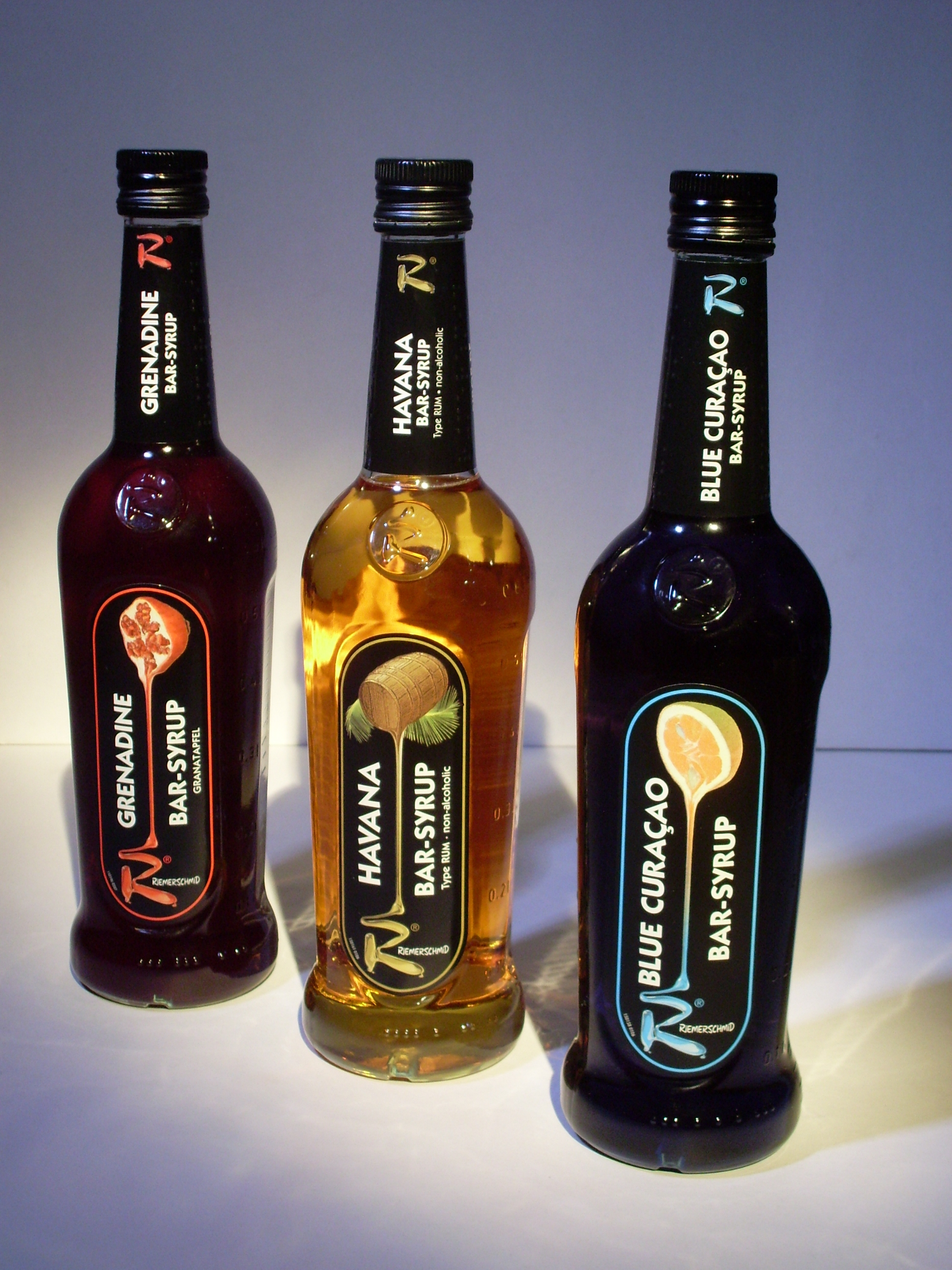
Alkoholfreie Bar-Sirups der Marke Riemerschmid (2009): Grenadine, Sirup mit Rum-Aroma, Blue-Curaçao-Sirup

Neben der Eigenmarke „Riemerschmid“, unter der unter anderem Fruchtsirups verkauft werden, vertreibt die Unternehmensgruppe bundesweit bekannte Marken wie:
- Pitú
- Escorial
- Münchner Kindl
- Sangrita
- Silla Tequila
- XuXu, ein Mixgetränk aus Erdbeermark und Wodka

Bis zur Übernahme der Produktion durch Hemmeter, einem weiteren Unternehmen der Underberg-Gruppe, wurden auch Cocktailbitter (Angosturabitter und Orangenbitter) unter der Marke Riemerschmid vertrieben.